# امپراتور در حال سلطنت

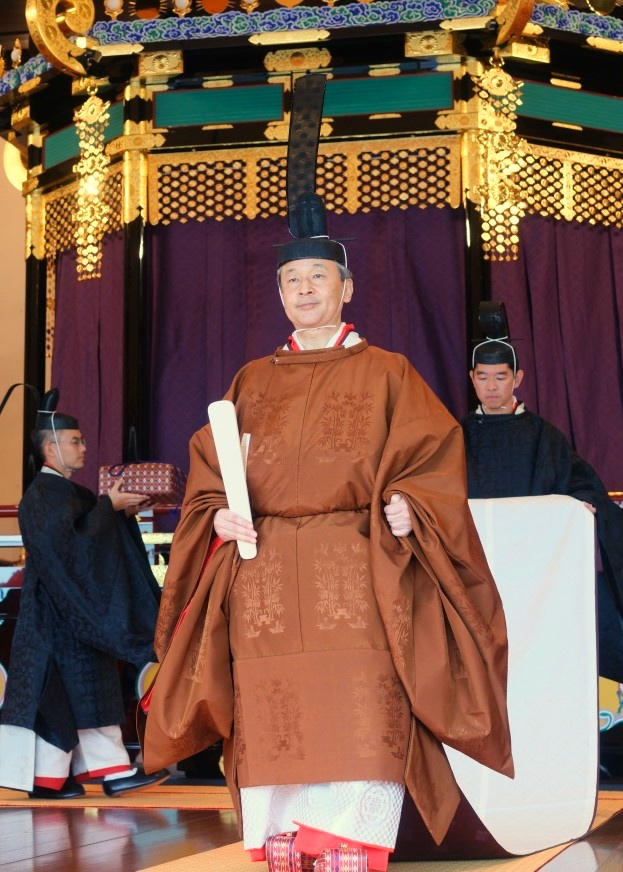
امپراتور ناریهیتو در سال 2019

امپراتور در حال سلطنت (ژاپنی: 今上天皇) لقبی است که به امپراتوری که بر ژاپن حاکم است داده می‌شود.